# زرافه (صورت فلکی)
زَرّافه (به انگلیسی: Camelopardalis) از صورت‌های فلکی نیمکرهٔ شمالی آسمان است.
این پیکر آسمانی تنها از دو ستاره پرنور تشکیل شده و نخستین بار در سدهٔ ۱۷ میلادی نام‌گذاری شد.
رسیدن به نصف‌النهار:۱۲ بهمن مساحت ۷۵۷ درجه مربع معادل انگلیسی Cam

## افسانه
زرافه یکی از صورت‌های فلکی جدید در آسمان شمالی می‌باشد که محدوده آن برای اولین بار توسط ستاره‌شناس آلمانی، یاکوب بارچ در سال ۱۶۲۴ تعیین شد. این صورت فلکی دارای ستارگان کم فروغ در اطراف صورت‌های معروف خرس بزرگ، خداوند کرسی و غیره، با ستاره‌های درخشان‌تر است. نام انگلیسی این صورت فلکی برگرفته از یک اسم یونانی به معنای «شتر-پلنگ» است؛ زیرا این حیوان دارای سر و گردنی مانند شتر و پوست خالداری شبیه به پلنگ است. با اینکه صورت فلکی زرافه وسیع است اما ستارگانش کم فروغ و بی نامند.

## ستاره‌ها
زرافه با اینکه ۱۸ اُمین صورت فلکی بزرگ آسمان است اما صورت فلکی روشنی نیست و ستارگان قابل توجهی ندارد. تنها چهار ستاره با قدری کمتر از ۵٫۰ در این صورت فلکی یافت می‌شود.
- آلفا زرافه که یک غول بزرگ به رنگ آبی است، در فاصلهٔ ۶۰۰۰ سال نوری از ما قرار دارد و قدر ظاهری آن در آسمان ۴٫۲۹ است. این ستاره، از دورترین ستارگانی است که با چشم غیر مسلح قابل رؤیت است.
- بتا زرافه که یک ستارهٔ دوتایی است پرنورترین ستارهٔ صورت فلکی زرافه است و قدر ظاهری آن ۴٫۰۳ است. ستارهٔ اصلی آن یک غول زرد رنگ است که ۱۰۰۰ سال نوری از زمین فاصله دارد.
- ۱۱ زرافه که قدر ظاهری آن ۵٫۲ است، در فاصلهٔ ۶۵۰ سال نوری از ما قرار دارد.

## اجرام عمقی آسمان
NGC۱۵۰۲ یک خوشه باز در فاصله ۳۷۵۰ سال نوری شامل ۱۵ ستاره‌است که درخشانترین آنها در قدر ۵ می‌باشد NGC۲۴۰۳ که یک کهکشان مارپیچی قدر هشتم، با طول زاویه‌ای حداکثر حدود یک چهارم درجه (نصف طول زاویه‌ای کره ماه) است.
آی‌سی ۳۴۲ نیز در این صورت فلکی قرار دارد.